# Referendum costituzionale nelle Maldive del 1953
Il referendum costituzionale delle Maldive del 1953 si tenne nel mese di agosto. Gli emendamenti proposti avrebbero portato il paese a diventare di nuovo un sultanato, annullando l'esito del referendum del 1952, che aveva convertito il paese in una repubblica. Il referendum si tenne frettolosamente dopo il 22 agosto 1953, quando il presidente Mohamed Amin Didi venne deposto, pochi mesi dopo essere stato eletto. Seppure i dati ufficiali dello scrutinio siano andati persi, le proposte furono comunque approvate dalla maggioranza degli elettori e Muhammad Fareed Didi fu proclamato Sultano il 6 marzo 1954.
Nel 1968 si tenne un terzo referendum sulla questione, che portò il paese a diventare una repubblica per la seconda volta.